# Storbladsbjörnbär
Storbladsbjörnbär (Rubus macrophyllus) är en rosväxtart som beskrevs av Carl Ernst August Weihe och Nees. Storbladsbjörnbär ingår i släktet rubusar, och familjen rosväxter. Inga underarter finns listade i Catalogue of Life.

## Bildgalleri

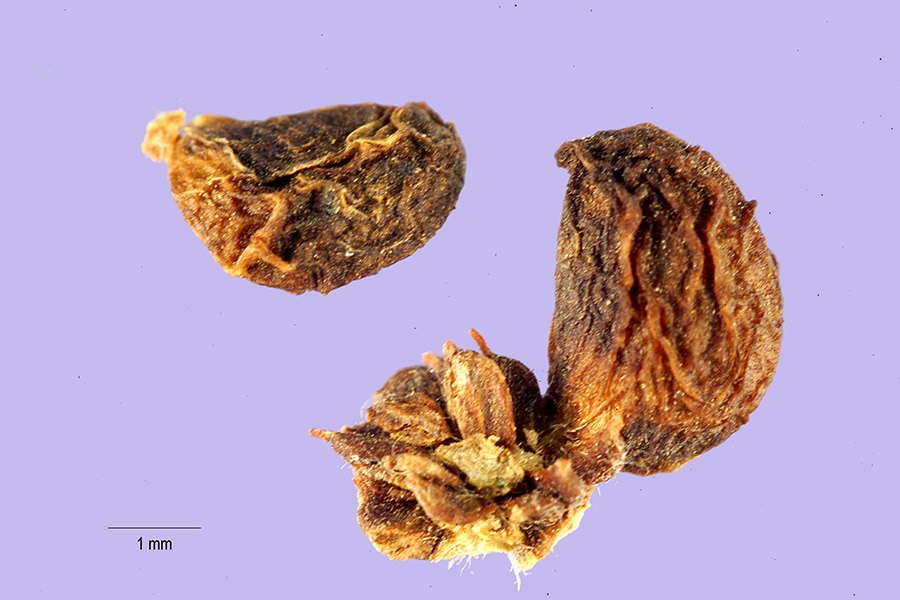